# Buzzard (gisement de pétrole)
Pour les articles homonymes, voir Buzzard.
Buzzard (« busard » ou « buse » en anglais) est un gisement pétrolier en mer du Nord situé près des côtes écossaises (seulement 100 km au nord-est d'Aberdeen). Sa découverte en juin 2001 par la compagnie canadienne EnCana fut une surprise, car ce champ relativement important se trouve dans une région déjà explorée depuis plus de 25 ans. 

## Description
Le gisement contient plus d'un Gbbl de pétrole, et les réserves récupérables sont supérieures à 500 Mbbl. Ces chiffres sont modestes par rapport aux plus grands gisements britanniques de la première génération (par exemple, Forties est cinq fois plus grand), mais en font le plus grand gisement découvert en mer du Nord après 1990. Le pétrole est léger (32°API), mais contient 1,4 % de soufre. 
Une triple plate-forme (un module de tête de puits, un de séparation pétrole/eau/gaz et un d'habitation) a été installé au-dessus du gisement, par 100 mètres d'eau. 27 puits de production et 16 puits de réinjection d'eau assurent son exploitation. La production a commencé le 7 janvier 2007, et le pétrole comme le gaz sont injectés dans des pipelines existants, construits pour relier des gisements situés plus loin en mer (Forties et Frigg) à la côte. 
La production devrait atteindre quelque 180 kbbl/j. Sachant que la production britannique est, en 2006, d'environ 1,4 Mbbl/j, il s'agira d'une addition très importante. Grâce à Buzzard, la Grande-Bretagne a pu produire très légèrement plus de pétrole en 2007 qu'en 2006, après 6 ans de déclin continu. Ce ne sera toutefois qu'un court répit, d'autant que Buzzard commencera à décliner dès le début de la prochaine décennie (Nexen affirme pouvoir maintenir le plateau de production quatre ans).
Aucun autre gisement de taille comparable n'est prévu dans le secteur britannique de la mer, et Buzzard pourrait donc bien être le dernier projet de grande ampleur dans cette région. 
En 2004, une autre compagnie canadienne, Nexen, a racheté les actifs d'EnCana en mer du Nord, dont Buzzard est le principal. Avec ce gisement, Nexen devient l'un des plus grands opérateurs de pétrole en territoire britannique. Ses partenaires minoritaires pour le gisement sont Petro-Canada, British Gas et une petite compagnie, Edimburg Oil & Gas.